# Могсохон (погребение)
Могсохон — неолитическое погребение китойской культуры, расположенное северо-западнее улуса Могсохон Кижингинского района Республики Бурятии, на правом берегу реки Худан. Памятник открыт и раскапывался археологом Л. Н. Иваньевым летом 1953 года. В погребении, на глубине 0,9 м, лежал сильно скрученный скелет человека, предположительно принадлежащий женщине. Костяк сохранился плохо, многих костей не было. Череп был в удовлетворительном состоянии, у него отсутствовала правая сторона. Могильная яма была засыпана охрой. Сопроводительный инвентарь состоял из костяного ножа с халцедоновыми вкладышами, костяных игольника, игл, шила, двух халцедоновых пластин, костяных «пуговиц», двух отщепов из халцедона и зубов грызунов. Сопроводительный инвентарь погребения характерен для развитого ангаро-байкальского неолита.
Памятник является объектом культурного наследия России федерального значения.

## Погребение
Погребение открыто и раскопано археологом Л. Н. Иваньевым летом 1953 года во время полевых работ на правом берегу реки Худан. Обнаруженное погребение находится северо-западнее улуса Могсохон, в пади Турасхай, в борту оврага на западном склоне перешеечного понижения. В 2000 году памятник обследовался археологической экспедицией Института монголоведения, буддологии и тибетологии СО РАН под руководством В. И. Ташака.
Костяк умершего находился на глубине 0,9 м, в скрученном положении головой на север. Погребённый лежал на правом боку, с подогнутыми руками и сильно согнутыми ногами. Часть костей не сохранилась, скелет был в очень плохом состоянии, за исключением черепа. При прикосновении к костям они быстро рассыпались. Череп погребённого был смят, отсутствовала его правая сторона, которая, по-видимому, была смыта дождевым потоком. Кости и могильная яма засыпаны охрой.
Рядом с черепом, по правую сторону, лежали два нижних резца суслика. Ниже находился плоский, шлифованный и чуть изогнутый костяной нож размерами 3×22 см с боковым желобком и четырьмя вкладышами — ножевидные пластины с ретушью из прозрачного, похожего на стекло, халцедона. Остальной сопроводительный инвентарь находился в пояснично-тазовой области костяка.
В погребении найден игольник из трубчатой кости крупной птицы, по предположению Л. Н. Иваньева — дрофы, с зигзагообразным орнаментом по краю и двумя просверлёнными отверстиями. Зигзагообразные орнаменты на костяных изделиях довольно часто встречаются на предметах ангаро-байкальского неолита. Внутри игольника лежали два малых и одна большая плоская иглы из кости, шило и две пластинки из халцедона. Под игольником обнаружены просверлённые куски раковины беззубки, по предположению исследователей, это были пуговицы которые соединялись ремешком с отверстиями игольника. Два халцедоновых отщепа лежали возле тазовой кости погребённого, неподалёку располагались клыки самца кабарги и верхние резцы, предположительно, тарбагана, лежащие несколькими группами. Клыки могли быть украшениями на одежду. Сопроводительный инвентарь погребения характерен для развитого ангаро-байкальского неолита.
Л. Н. Иваньев относил погребение к серовскому этапу неолита, на что могло указывать, по его мнению, наличие вкладышевого ножа из кости, костяные иглы, раковины, украшения из зубов грызунов и скорченное положение погребённого с засыпкой из охры. Н. Н. Мамонова по черепу определила, что скелет принадлежал женщине с монголоидным разрезом глаз. По мнению Л. В. Лбовой, Е. Д. Жамбалтаровой и В. П. Конева погребение относится к китойской культуре.
Памятник археологии охраняется государством в соответствии с Постановлением Совета Министров Бурятской АССР № 379 от 29 сентября 1971 года. В едином государственном реестре объектов культурного наследия (памятников истории и культуры) народов Российской Федерации приказом Министерства культуры Российской Федерации № 111528-р от 3 октября 2017 года погребение зарегистрировано как объект культурного наследия федерального значения «Плиточные могилы (эпоха бронзы)», с присвоением ему регистрационного номера 031640443240006.

## Комментарии
1. ↑  Пластина — скол с длиной, в два и более раза превосходящей ширину, и параллельными краями[1].
2. ↑  Ретушь — приём вторичной обработки, заключающийся в трансформировании края заготовки нанесением серии мелких сколов посредством удара или отжима[8].